# Douchy-les-Mines
Douchy-les-Mines település Franciaországban, Nord megyében. Lakosainak száma 10 112 fő (2022. január 1.). Douchy-les-Mines Denain, Thiant, Haspres, Haulchin, Lourches, Neuville-sur-Escaut és Noyelles-sur-Selle községekkel határos.

## Népesség
A település népességének változása:
| Lakosok száma | 10 964 | 10 783 | 10 765 | 10 558 | 10 311 | 10 293 | 10 144 | 10 207 | 10 112 |
|               | 2013   | 2015   | 2016   | 2017   | 2018   | 2019   | 2020   | 2021   | 2022   |